# Hořice (zámek)
Hořice jsou barokní zámek ve stejnojmenném městě v okrese Jičín v Královéhradeckém kraji. Součástí areálu zámku je gotická tvrz. Zámek je zapsán v Ústředním seznamu kulturních památek ČR.

## Historie
Pravděpodobně ve 13. století na tomto místě byla postavena tvrz. Koncem 15. století byla tvrz přestavěna v pozdně gotickém slohu. Tvrz byla chráněna příkopem a valem. Koncem 15. století je zde připomínán rod Rašínů z Rýzmburka. Poté se majitelé rychle střídali, tvrz byla v držení Valdštejnů, pánů z Pernštejna, z Chlumu, z Hodkova. Roku 1538 prodal Bernard Žehušický z Nestajova hořický statek Zikmundu Smiřickému ze Smiřic.
Smiřičtí ze Smiřic sídlo upravili. Renesanční zámek byl postaven kolem tvrze. Po bitvě na Bílé Hoře získal zámek Albrecht z Valdštejna. Po jeho smrti roku 1635 připadl zámek Jakubu Strozzimu. Po něm statek zdědil Petr Strozzi. Ten roku 1635 padl v tureckých válkách a jeho vdova statek pražskému arcibiskupství ke zřízení nadace pro invalidní důstojníky a vojáky. Roku 1743 stát převzal správu statků stát. O šest let později zámek vyhořel. Byl přestavěn do barokní podoby.

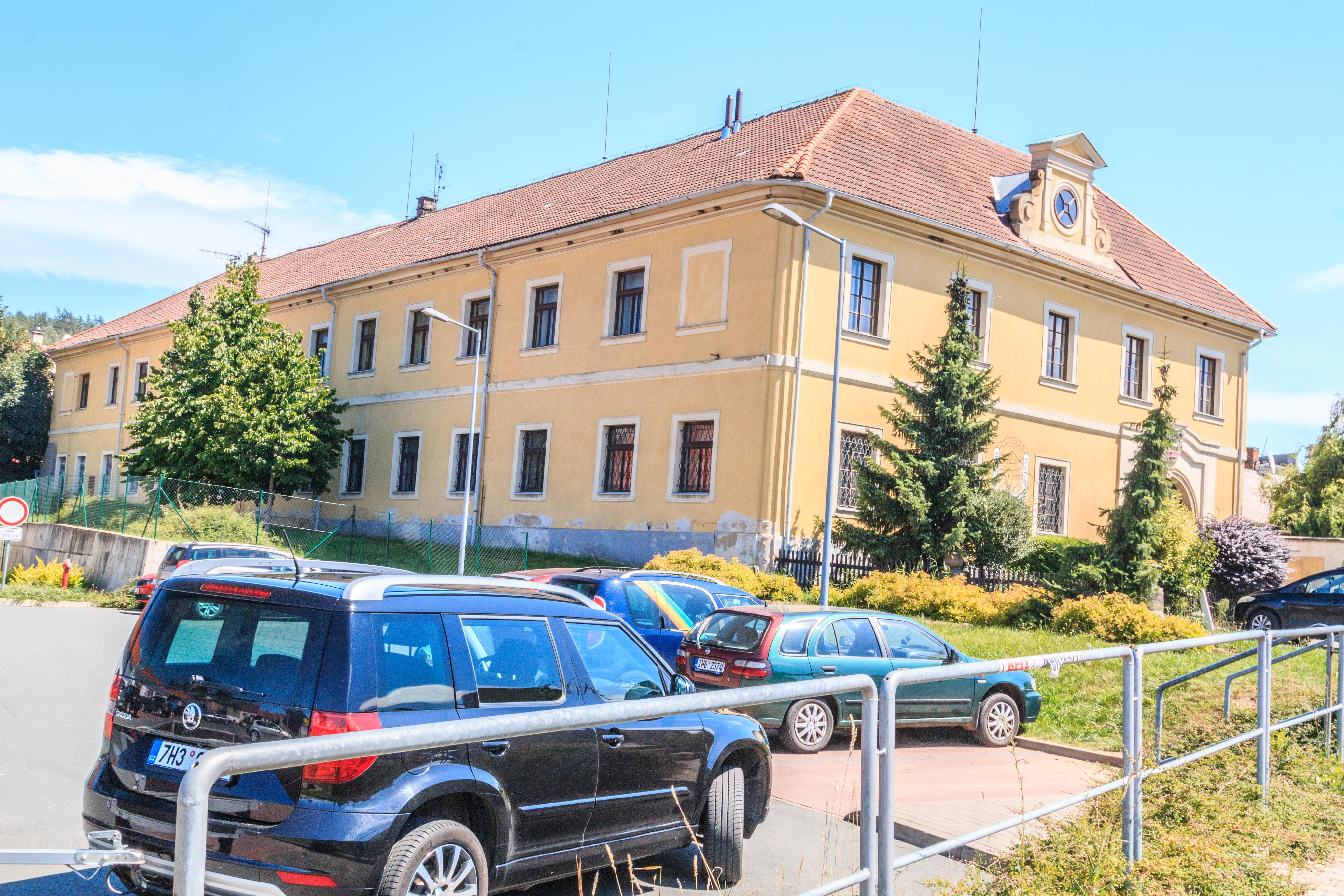
Průčelí zámku

Zámek se stal v roce 1775 jedním z cílů selského povstání. I přes velkou výzbroj byla tvrz dobyta. Sedláci si vynutili od vrchnosti lejstro o zrušení poddanství a roboty. To však platilo pouze do bitvy u Chlumce. Budova byla ještě několikrát upravována v 18. a 19. století. Byla využívána jako kanceláře hořického panství, invalidovna, archiv i škola. Na začátku 20. století byla zbořena brána. Později byl zbořen i panský pivovar, sladovna, pivovarské kůlny i lednice. V areálu zámecké zahrady bylo postaveno sídliště Pod Lipou.
Od roku 1945 zde sídlilo ředitelství Státních lesů spravující rozsáhlé území. Od roku 1954 byl zámek v držení Lesní správy. Z této doby také pochází také poslední výrazná přestavba zámku. Po rozpadu Československa zde sídlily Lesy ČR. Roku 2016 vzniknul spolek STROZZI - spolek přátel hořického zámku. V roce 2017 hořické zastupitelstvo odsouhlasilo koupi zámku.

## Popis
Gotická tvrz z konce 14. století je obklopena novostavbou zámku. Tvrz je postavena na lichoběžníkovém půdorysu. Místnosti jsou pravidelně řazeny kolem střední osy s valenou klenbou. Pod tvrzí jsou zachovány klenuté sklepy.
Zámek je jednopatrová jednokřídlá budova. Průčelí je členěno patrovou římsou. Nachází se zde stopy sgrafit a vikýř s volutami.